# Велике Замошшя (Ленінградська область)
Велике Замошшя (рос. Большое Замошье) — присілок у Лузькому районі Ленінградської області Російської Федерації.
Населення становить 12 осіб. Належить до муніципального утворення Толмачовське міське поселення.

## Історія
Згідно із законом від 28 вересня 2004 року № 65-оз належить до муніципального утворення Толмачовське міське поселення.

## Населення
| 1838 | 1862 | 1885 | 1958 | 1997 | 2007 | 2010 |
| ---- | ---- | ---- | ---- | ---- | ---- | ---- |
| 78   | ↘62  | ↘48  | ↗102 | ↘13  | ↘4   | ↗12  |